# Joyce Banda
Joyce Hilda Banda, född 12 april 1950 i Malemia i distriktet Zomba, var Malawis president från april 2012 till maj 2014. Hon var Afrikas andra kvinnliga president, efter Liberias Ellen Johnson Sirleaf, och Malawis första.
Banda är utbildad lärare samt kvinnorättsaktivist. Mellan 2006 och 2009 var hon Malawis utrikesminister. Från maj 2009 till det oväntade dödsfallet, i april 2012, av dåvarande presidenten Bingu wa Mutharika tjänstgjorde hon som landets vice president.
Tidigare har hon varit parlamentsledamot och minister för jämlikhet, barnfrågor och samhällsservice. Innan hon gjorde en karriär inom politiken startade hon Joyce Banda Foundation, grundade National Association of Business Women (NABW), ett nätverk för unga kvinnliga ledare samt Hungerprojektet. Hon rankades av Forbes Magazine 2014 som den mest inflytelserika kvinnan i Afrika. .